# Mesostenus pertenuis
Mesostenus pertenuis là một loài tò vò trong họ Ichneumonidae.